# Gerecsei Tájvédelmi Körzet
A Gerecsei Tájvédelmi Körzet területe 8739, ebből fokozottan védett 1365 hektár. A tájvédelmi körzet a Duna–Ipoly Nemzeti Park Igazgatósága alá tartozik.

## Fekvése
A Gerecse élesen körülhatárolható hegycsoport a Vértes hegység és a Duna között. Természetes határai északon a Duna, nyugaton a dunaalmási-tatai törésvonal és az Által-ér völgye, délen a Tata-bicskei törésvonal. Keleti határvonala nem különül el élesen.

## Jellemzői
A Gerecse bányáiról és barlangjairól ismert hegység. A 400–600 m magas rögök a triász és a jura időszakban keletkeztek mintegy 200–150 millió éve. A kövekben őstengeri óriás egysejtűek, megaloduszok, azon időszaki vörös mészkőben lábasfejű ammoniták mészhéjai láthatók. A Gerecse mészkőhegység bányái közül a nagy-pisznicei a legnevezetesebb, ahonnan feltehetőleg már a rómaiak, de Luxemburgi Zsigmond és Hunyadi Mátyás idején minden bizonnyal fejtették a vörös mészkövet, amelyet – piszkei és tardosi „vörös márványként” – évszázadok óta több nevezetes épület építésénél is felhasználtak (talán a leghíresebb a Visegrádi palota).

## Kialakulása
A hegység tipikusan gyűretlen röghegység, mely az egyes erogén mozgások hatására összetört, s a törések mentén süllyedések, illetve kiemelkedések jöttek létre. Legidősebb kőzetei a triász dolomit és dachsteini mészkő, továbbá a változatos kifejlődésű jura és kréta mészkőformációk, durvatörmelékes összletek. Ezekre a középső eocén tenger agyagos, márgás, helyenként széntelepes üledékeket rétegzett. A szerkezeti árkokban az eocént követő szárazföldi periódus után oligocén homok, márga, kavics, a peremeken pannóniai deltakavics, agyag és homok, édesvízi mészkő rakódott le; a negyedidőszaki üledékeket édesvízi mészkő, lösz, lejtőüledékek, folyóvízi homok és kavics képviselik.

## Jelentősebb barlangjai
- Baits-barlang
- Döbbenet-barlang
- Jankovich-barlang
- Jura-zsomboly
- Keselő-hegyi-barlang
- Kullancsos-barlang
- Lengyel-barlang
- Öreg-kői 1. sz. zsomboly
- Pisznice-barlang
- Szelim-lyuk
- Vértes László-barlang

## Növény- és állatvilág

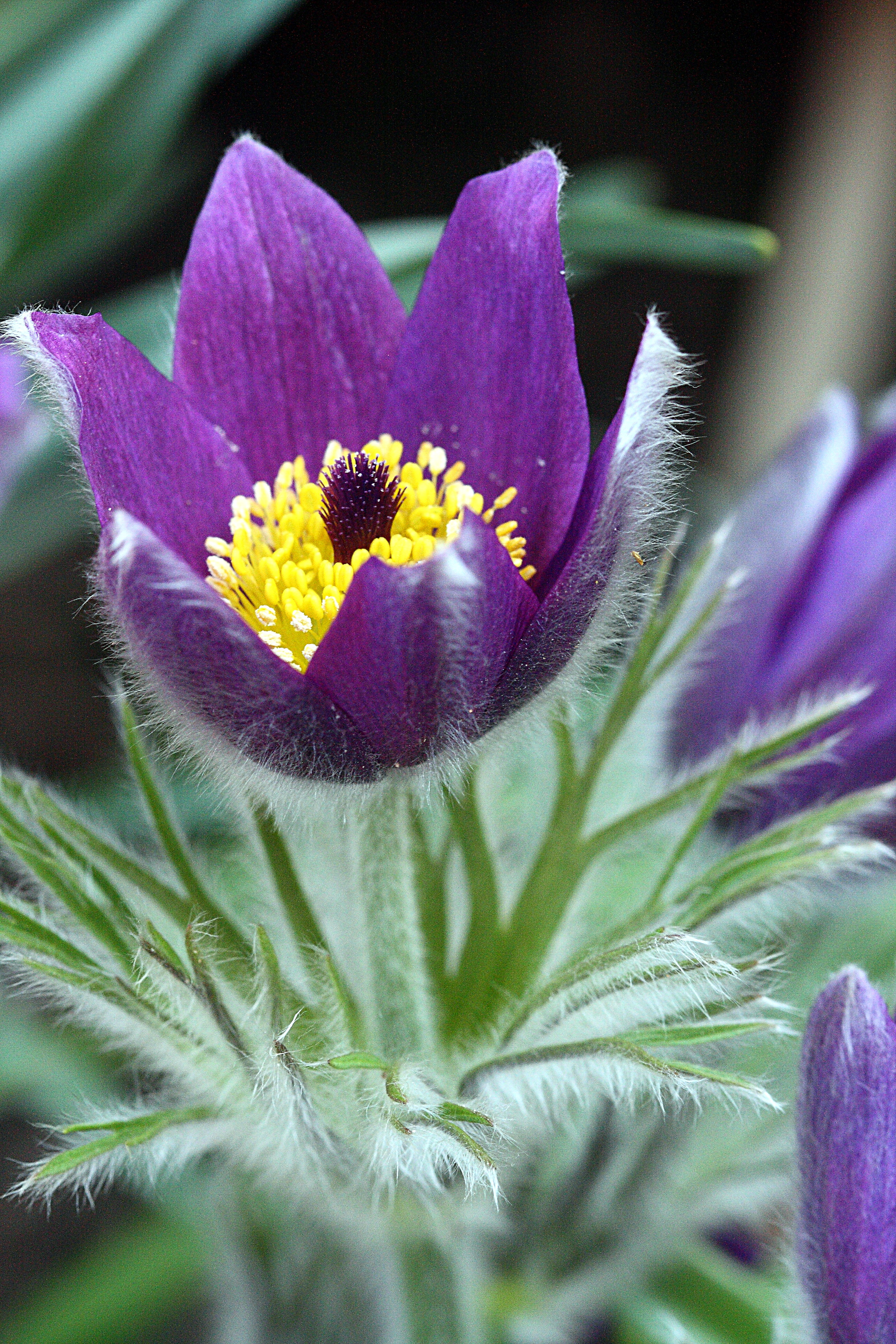
Leánykökörcsin

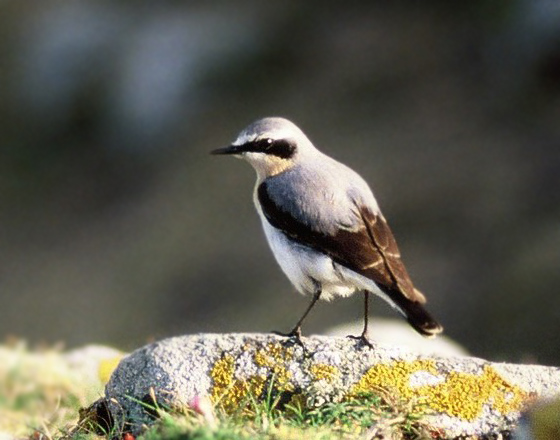
Hantmadár

Bár a Gerecse növényzete hasonlít a Vértesben és a Pilisben található flórához, de annál valamivel szegényebb. A hegység legjellemzőbb fás társulásai a cseres tölgyesek, a hűvösebb területeken, a völgyek árnyékos oldalain gyertyános tölgyesek, míg a legmagasabb részeken, illetve az északi oldalakon bükkösök találhatók.
A gyorsan felmelegedő déli kitettségű oldalakat molyhos tölgyesek, és sajmeggyes karsztbokorerdők fedik, amelyek tavasszal, a sajmeggy virágzásának idején, lenyűgöző látványt nyújtanak. Emellett a karsztbokorerdők másik kísérőfaja a cserszömörce. A kitettebb részeket hársas törmeléklejtő-erdők fedik, a napos oldalak gyepeinek karakterisztikus növényei a törpe sás és a barázdált csenkesz.
A fátlan területeket dolomit sziklagyepek és mészkedvelő, sziklafüves lejtősztyepprétek borítják, a hegység kisalföldi oldalán gyakran találni alföldi fajokat (pl. homoki vértövet). A hegységben több helyen is nyílik árvalányhaj, leánykökörcsin, apró nőszirom, de a Gerecse kimagaslóan legértékesebb növénye a Nagy-Pisznicén élő, jégkori reliktum magyarföldi husáng, amely az országban mindössze néhány helyen található. Itt él még a szintén ritka Borbás-kerep, és kék szamárkenyér, a Nagy-Somlyón értékes gyöngyvesszős társulások találhatók.
A Gerecse madárvilága igen gazdag, közel száz madárfaj fészkelése bizonyított, köztük olyan, fokozottan védett ragadozó madaraké, mint a kerecsensólyom, a parlagi sas, törpesas, vagy a szintén ritka színes kövirigó, holló, és hantmadár.
Az emlősök közül megemlíthető a vadmacska, a nyuszt, és a barlangokban több denervérfaj is él.

## Kulturális értékek

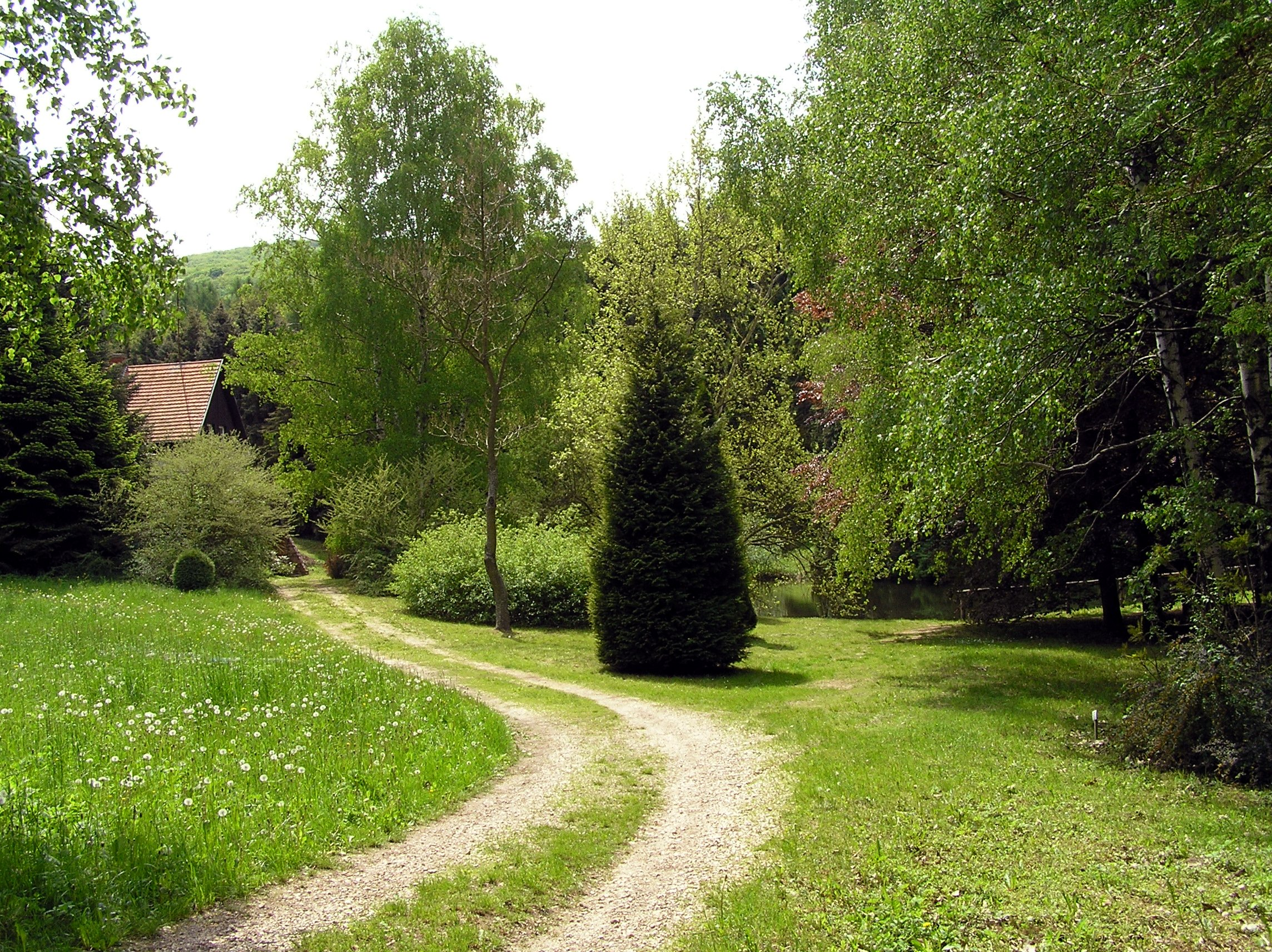
Arborétum, Agostyán

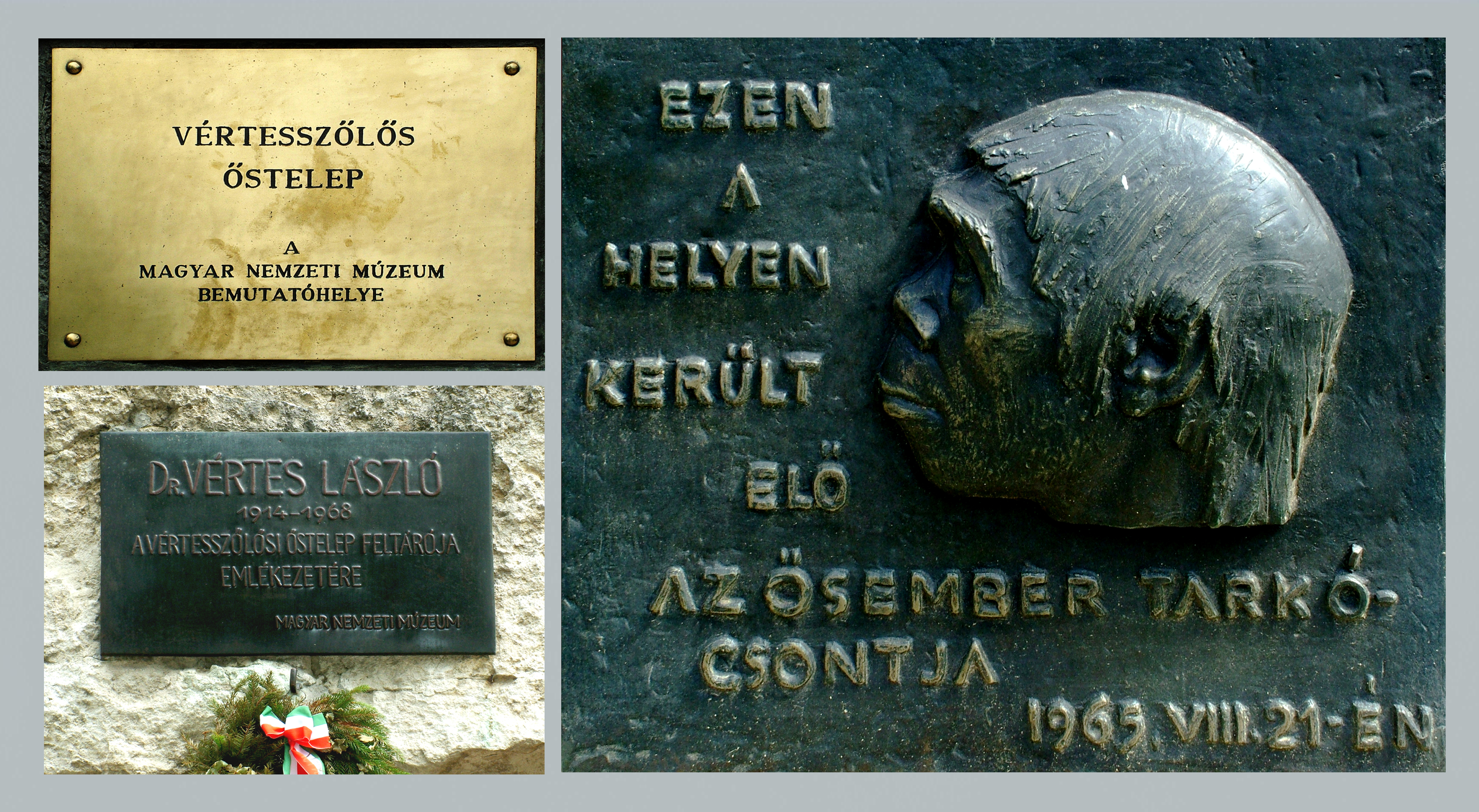
Ősembertelep Vértesszőlősön

Vértesszőlősön félmillió éves előembertelepet tártak fel, amely világviszonylatban is nagyon ritka régészeti leletnek számít. 
Kultúrtörténeti érdekesség a kis-gerecsei avar földvár és a neszmélyi várhegy. Pusztamarót volt a mohácsi ütközetet követő híres maróti csata helyszíne. A hegység szívében jelenleg is folyik egy középkori település, Kovácsi feltárása, ahol egy Árpád-kori templom, a hozzá kapcsolódó temető és egy későbbi nemesi udvarház maradványait tekinthetjük meg. 
A hegység kastélyai közül a bajnai, a bikolpusztai és a kis-gerecsei Serédi-kastélyt érdemes megtekinteni.
Agostyánban arborétum tekinthető meg. E falu határában találhatjuk a térség természetvédelmi és humánökológiai oktatóközpontját is, melynek célja az ember és a természet kapcsolatának tanulmányozása, a korábbi harmonikus viszony visszaállítási lehetőségeinek felkutatása. Az oktatóközpontot működtető alapítvány szervezésében pedagógus-továbbképzéseken, erdei iskolákon, természetkutató- és életmód-táborokban vehetnek részt az érdeklődők.